# Exocentrus callioides
Exocentrus callioides là một loài bọ cánh cứng trong họ Cerambycidae.